# Toyota M15A-FXE двигун
| M15D-FXE  | M15D-FXE                  |
| --------- | ------------------------- |
|           |                           |
| Виробник: | Toyota                    |
| Марка:    | M15D-FXE                  |
| Тип:      | Трициліндровий, гібридний |

Toyota M15A-FXE є одним із двигунів Toyota. Його встановлюють на Toyota Yaris і Toyota Yaris Cross 4-го покоління, Toyota Aqua 2-го покоління та Toyota Sienta 3-го покоління, випуск яких відбудеться 10 лютого 2020 року. F означає практичний DOHC, X означає гібридний дзеркальний цикл, а E означає впорскування палива (EFI).

## Огляд
Це перший рядний 3-циліндровий 12-клапанний бензиновий двигун DOHC в історії виробництва гібридних автомобілів Toyota, присвячений бензиновому двигуну, і, крім того, застосовано механізм зміни фаз газорозподілу, VVT-iE на стороні впуску та VVT-i на стороні вихлопу.
Спосіб вприскування палива — впорскування через порт.

## Технічні характеристики[2]
- Об'єм 1490 куб
- Внутрішній діаметр x Хід: 80,5 мм x 97,6 мм
- Ступінь стиснення не опублікований
- Максимальна потужність 91 к. с. (67 кВт)/5500 об/хв
- Максимальний крутний момент 12,2 кг・м (120 Н-м)/3800〜4800 об/хв